# Пукшалмучаш
Пукшалмуча́ш (рос. Пукшалмучаш, марій. Пукшамбал) — присілок у складі Куженерського району Марій Ел, Росія. Входить до складу Іштимбальського сільського поселення.

## Населення
Населення — 40 осіб (2010; 43 у 2002).
Національний склад (станом на 2002 рік):
- марі — 100 %